# Cesare Cantù

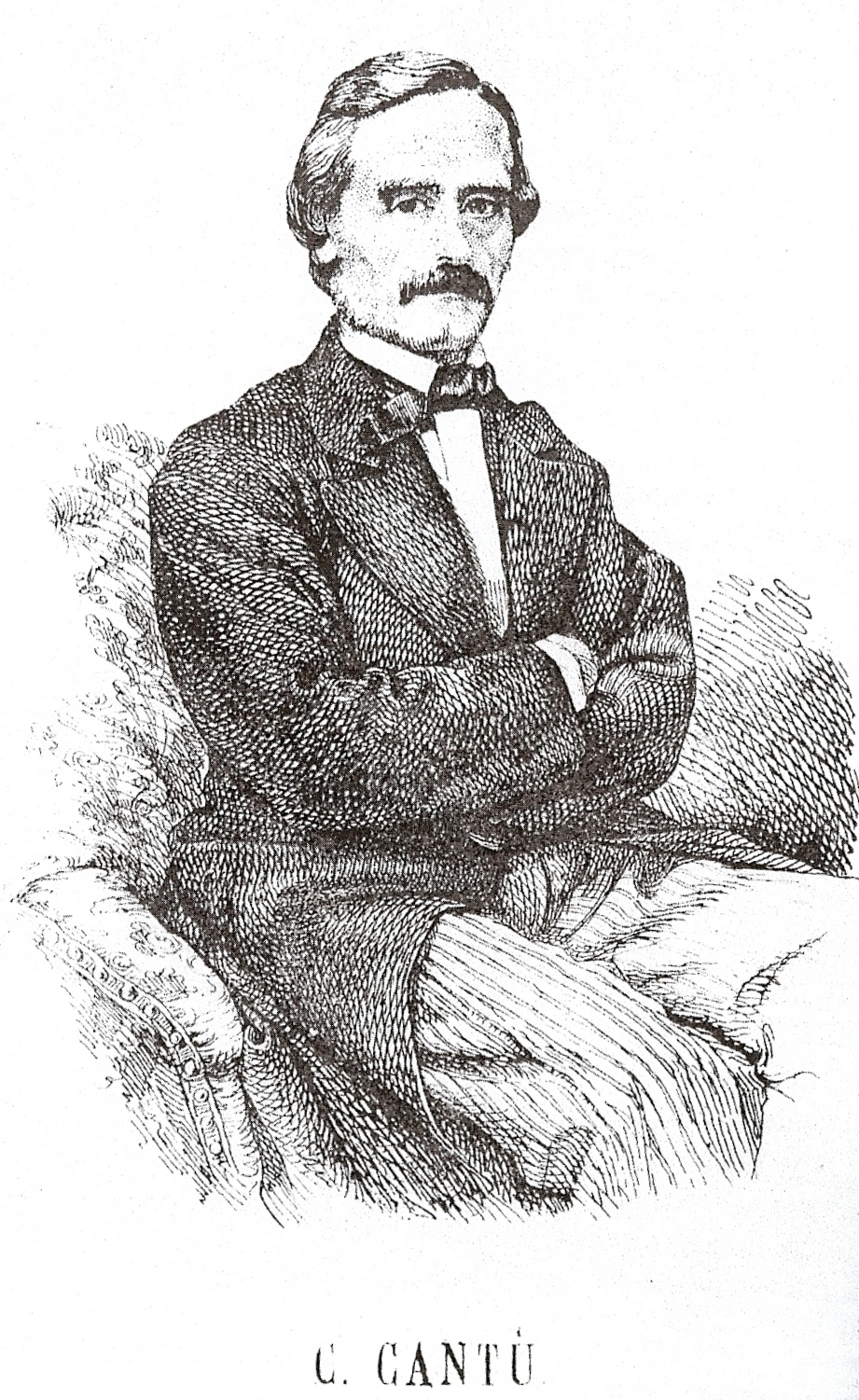
Cesare Cantù.

Cesare Cantù, född den 5 december 1804, död den 15 mars 1895, var en italiensk författare och populärvetenskaplig historiker.
Cantù är mest känd för sin Storia universale (1838-46), vilken många gånger omtryckts och översatts till olika språk. Cantù skrev även om Giuseppe Parini, Cesare Beccaria, Vincenzo Monti, Alessandro Manzoni, om Lombardiet under 1600-talet, vidare en historisk kommentar till Promessi sposi en i Italien mycket läst roman, Margherita Pusterla, och flera böcker i uppfostringssyfte. Åren 1833-34 satt han i fängelse i Milano som misstänkt av den österrikiska regeringen. Cantù var deputerad i det italienska parlamentet, medlem av flera akademier, grundare av Società storica lombarda och föreståndare för statsarkivet i Milano.